# Family of Medium Tactical Vehicles
FMTV (англ. Family of Medium Tactical Vehicles — Сімейство Середніх Тактичних Машин) — сімейство уніфікованих вантажних автомобілів військового призначення, одна з основних систем Сухопутних військ США. З 2011 року виготовляються компанією Oshkosh.
Існує багато варіантів машин, які відрізняються, наприклад, трансмісією (4х4, 6х6), вантажністю (від 2.3 до 9 тонн) та обладнанням (бортові кузови, самоскидні кузови, інженерні системи, РСЗВ абощо) тощо. Бронювання автомобілів постачається в вигляді стандартизованих комплектів навісної броні, що встановлюються за потреби.
Однією з найвідоміших систем сімейства є РСЗВ M142 HIMARS. На базі FMTV також існують бронеавтомобілі та MRAP. 

## Історія
FMTV походить від австрійської вантажівки Steyr 12M18, модифікованої для відповідності вимогам армії США: зокрема, вимозі щодо 50 % запчастин власного виробництва та TRADOC.
Перші 15 прототипів були виготовлені в Австрії, оснащені американськими компонентами, як-от дизельні двигуни Caterpillar, автоматичні трансмісії Allison та мости Meritor.
Початково FMTV розроблялись та виготовлялись Stewart & Stevenson (1996—2006), потім Armor Holdings (2006—2007), яка тепер є частиною BAE Systems Platforms & Services (2007—2011). На цей час виготовляються Oshkosh Corporation.

### FMTV A2
У 2014 командування ЗС США заявило, що буде шукати нову середню вантажівку в середині 2020-х, а згодом оголосило конкурс на FMTV A2. Нові вимоги містять більш вантажопідйомні підвіску, колеса та шини; вбудований внутрішній захист; більшу потужність двигуна; більш потужний генератор тощо.
У 2017 році Oshkosh анонсували 16 нових моделей машин та 3 причепи в рамках наступного покоління, а 2018 року ЗС США обрали Oshkosh для реалізації даного проєкту. Початок використання нової моделі запланований на червень 2023.

## Опис

### Бронювання
Початково броньовий захист не був передбачений конструкцією машини, але з часом з'явилась потреба в ньому. Зокрема, такий захист було розроблено для HIMARS.
Надалі були різні спроби підвищити захист машини. У 2004 DRS Technical Services розробили комплекти балістичних панелей, що встановлювались на кабіни. BAE Systems розробили спеціальну броньовану кабіну LSAC (англ. Low Signature Armored Cab), яка мала спільну внутрішню будову із стандартною кабіною, і замінила її на всіх машинах.

Згодом ЗС США випустили LTAS (англ. Long Term Armor Strategy — довгострокова стратегія бронювання), яка передбачає модульні броньові системи для тактичних автомобілів: комплект «А» та комплект «B», де «А» — це базовий захист машини, а «В» — системи навісної броні, що можуть бути швидко встановлені на машину за потреби. Згідно з цими вимогами BAE Systems була розроблена LTAS-сумісна кабіна (A-kit) та самі броньові комплекти B-kit. Всі FMTV виробництва Oshkosh є LTAS-сумісними з комплектами власного виробництва.

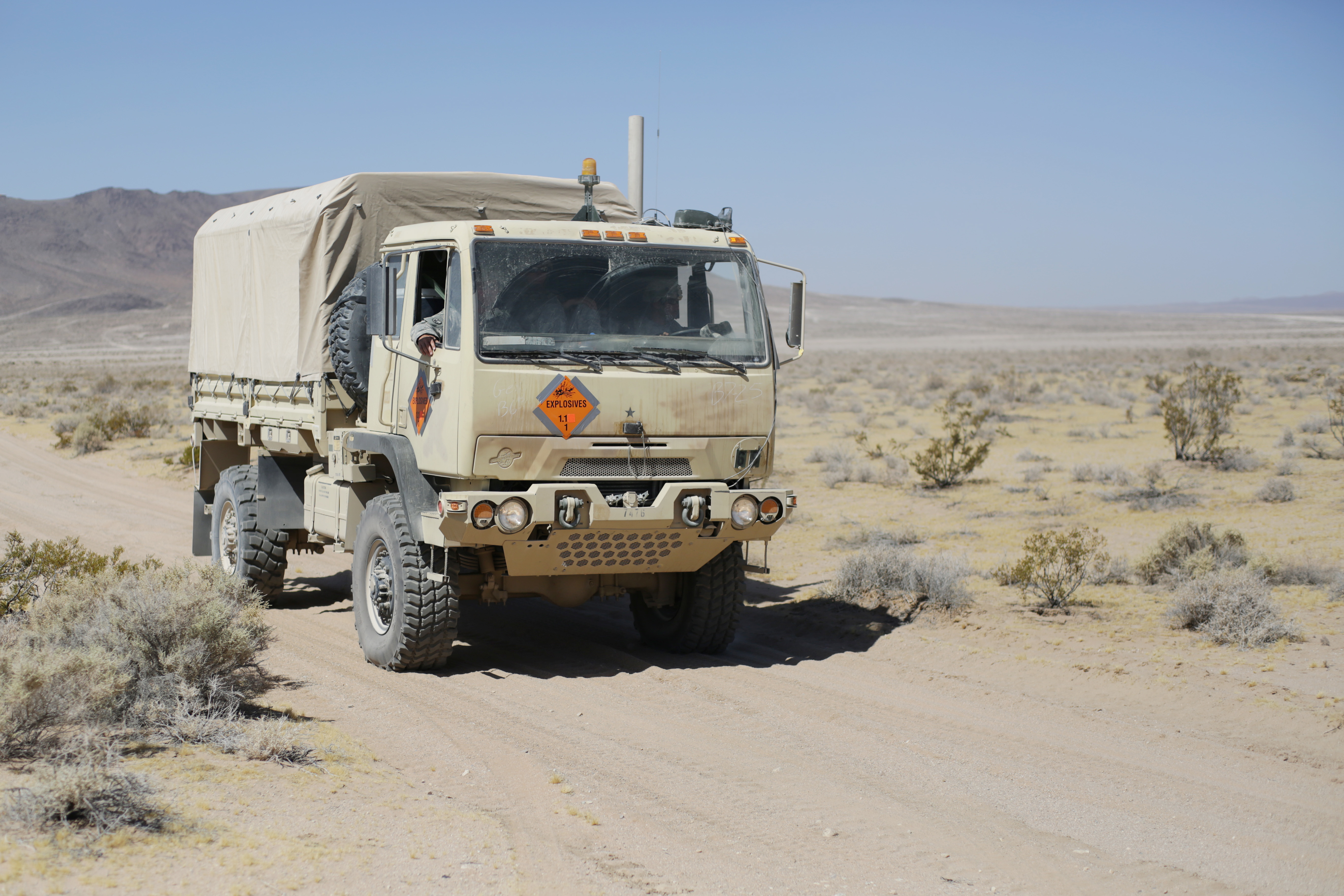
Stewart & Stevenson, оригінальна кабіна
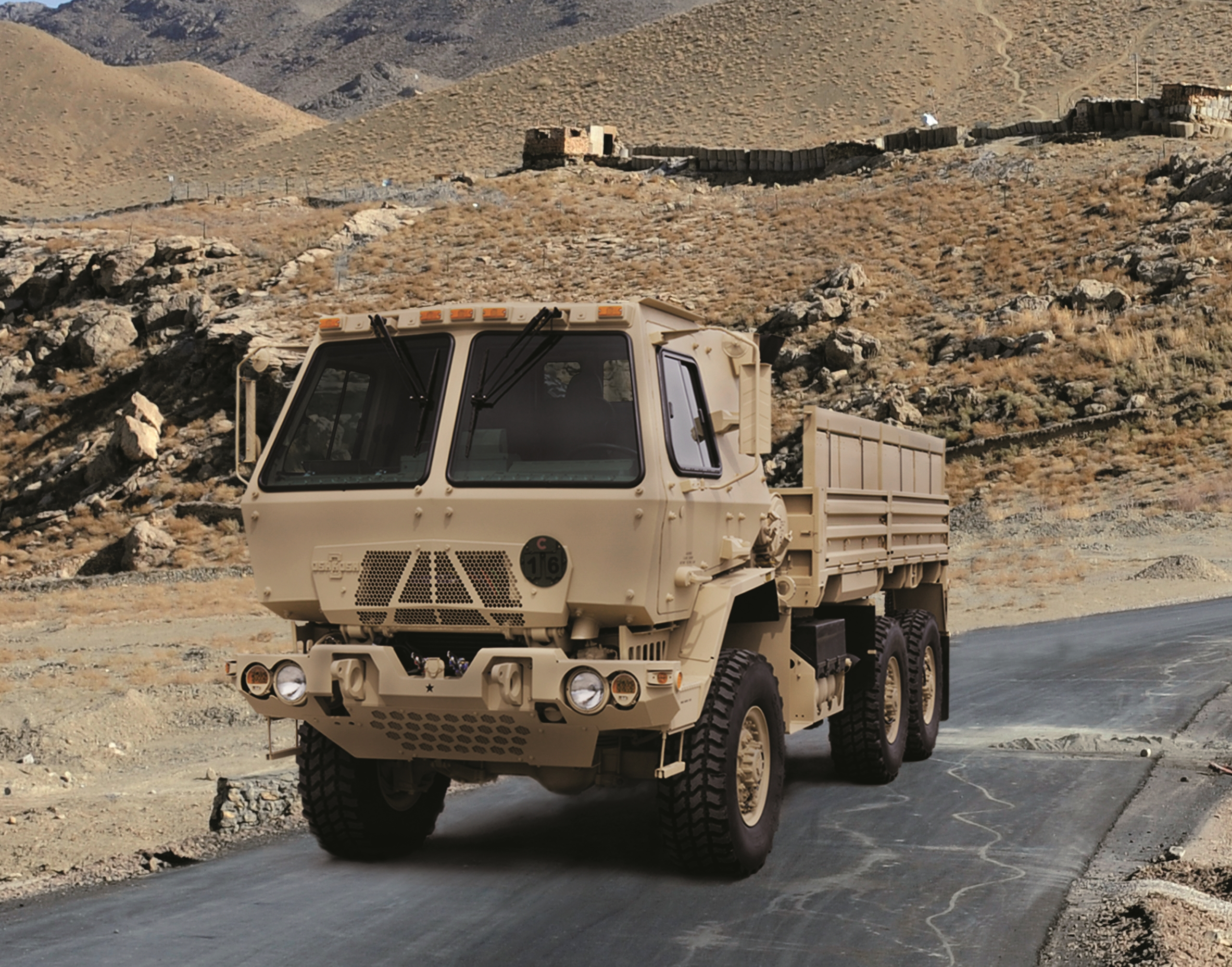
Oshkosh, комплект "А"
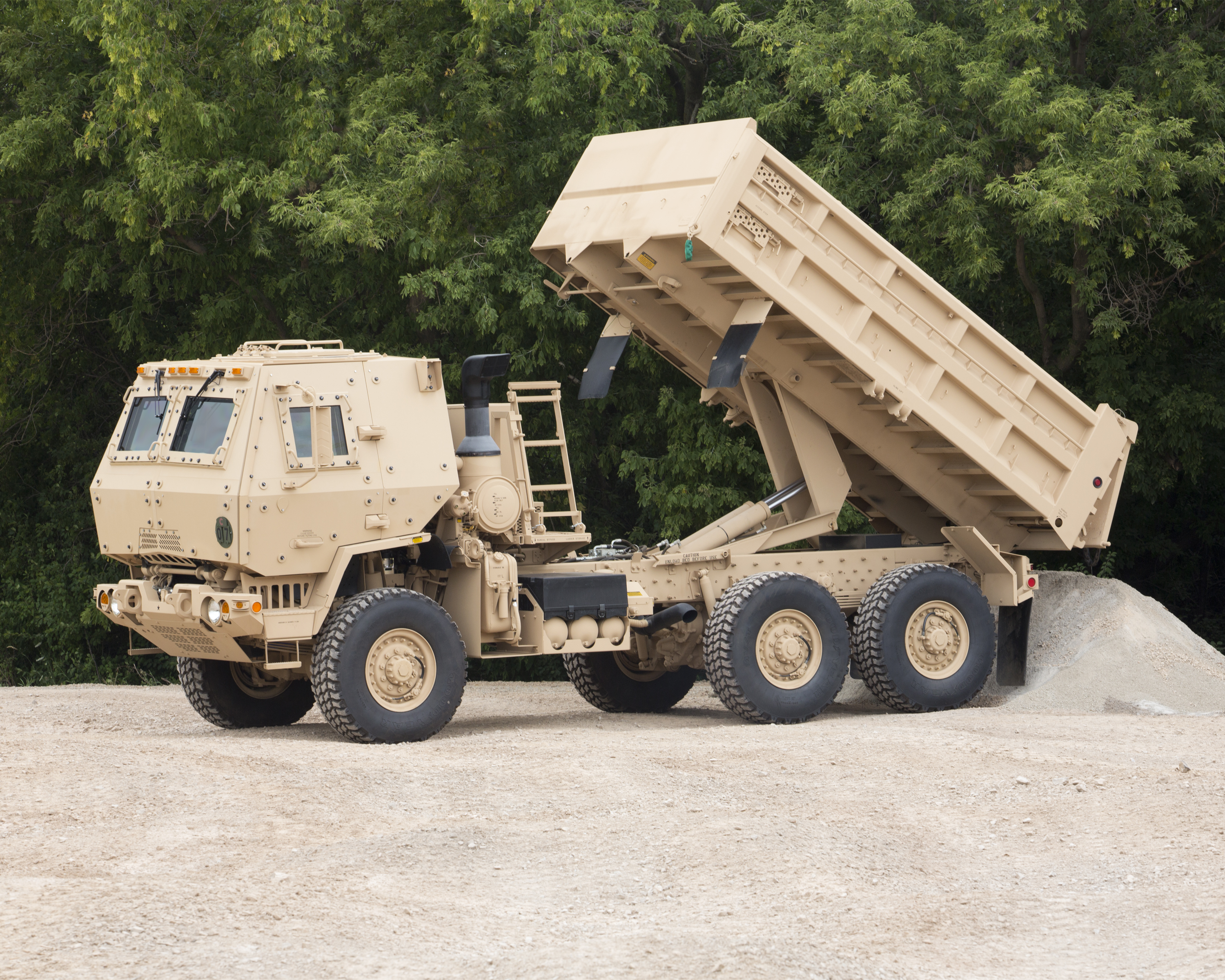
Oshkosh, комплект "B"

## Варіанти
Машина випускається в двох основних варіантах LMTV (англ. Light Medium Tactical Vehicle — легка середня тактична машина) з 4х4 схемою та 2.3-тонним корисним навантаженням, та в MTV з 6х6 схемою та 4.5-тонним корисним навантаженням. Є також додаткові варіанти зі збільшеною вантажною підйомністю.
- M1078 (Cargo 4x4) — LMTV бортова вантажівка
- M1079 — LMTV фургон
- M1080 — LMTV 3.9-метрове шасі
- M1081 — авіадесантний варіант M1078
- M1082 — одновісний причіп для LMTV
- M1083 (Cargo 6x6) — MTV бортова вантажівка
- M1084 (8.8-Ton LHS) — MTV з підіймально-транспортним устаткуванням
- M1085 — MTV бортова вантажівка з довгою колісною базою
- M1086 — MTV бортова вантажівка з довгою колісною базою та підіймально-транспортним устаткуванням
- M1087 — MTV з розкладним фургоном («Expansible Van»)
- M1088 (5-Ton Tractor) — MTV сідловий тягач
- M1089 (5-Ton Wrecker) — MTV евакуатор
- M1090 (10-Ton Dump) — MTV самоскид
- M1091 — MTV цистерна для пального, в серію не пішла
- M1092 — MTV 4.1-метрове шасі
- M1093 — авіадесантний варіант M1083
- M1094 — авіадесантний варіант M1090
- M1095 — двовісний причіп для MTV
- M1096 — MTV 4.5-метрове подовжене шасі
- M1140 — шасі для HIMARS
- M1147 — причіп для M1148
- M1148 — машина з вантажним устаткуванням з 8-тонним навантаженням
- M1157 — самоскид з 9-тонним навантаженням
- XM1160 — шасі для ЗРК MEADS, розробка скасована
- M1273 — шасі з 9 тонним навантаженням в різних варіаціях (аналогічних вищенаведеним)

### A2
- Oshkosh планує представити в варіанті A2 всі вищенаведені машини, крім окремих авіадесантних та M1090 і M1091.

### Бронемашини
- BAE Caiman[en] — MRAP на базі FMTV.

## Галерея

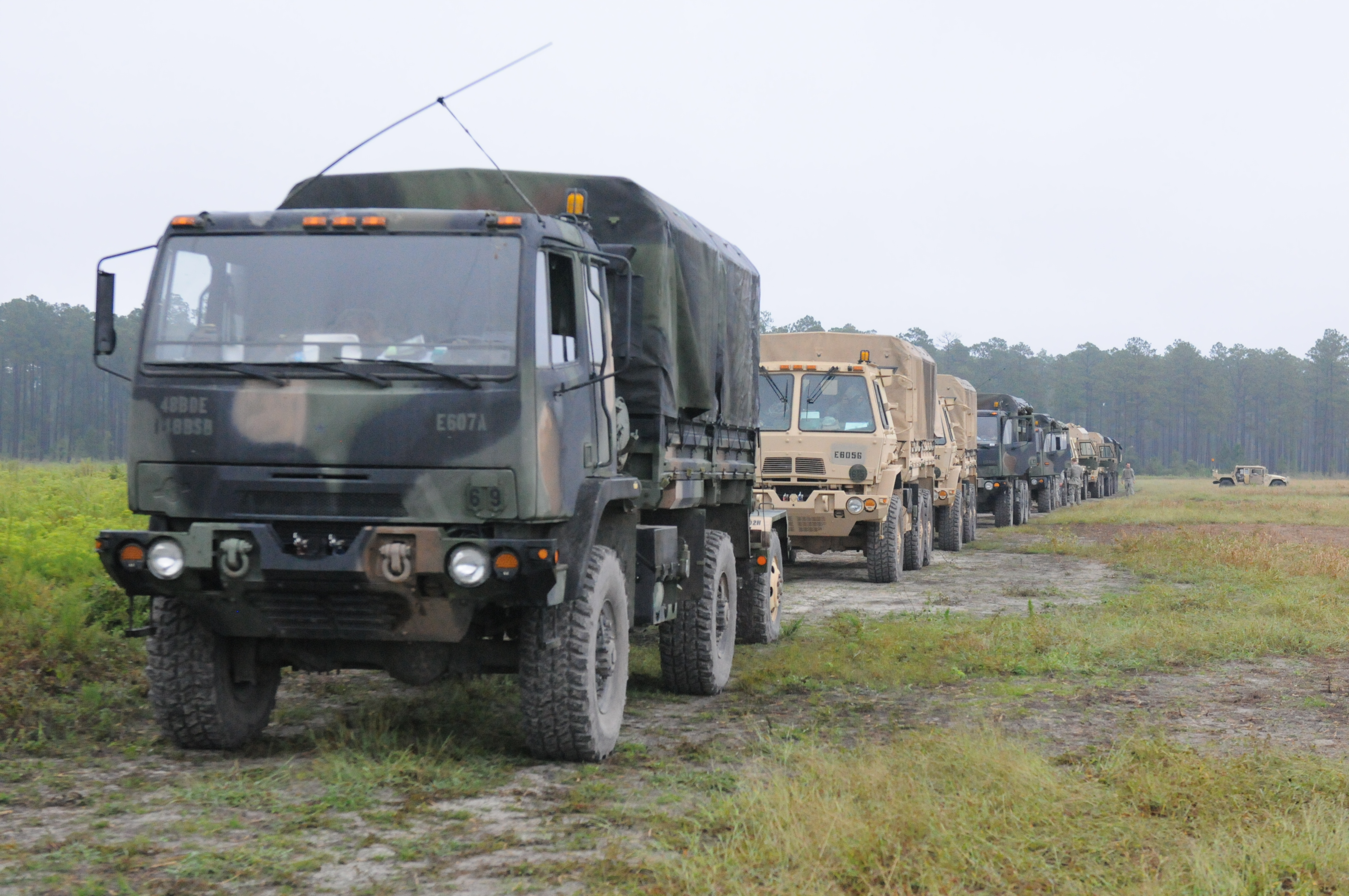
S&S M1078 на передньому плані, Oshkosh M1083 за ним
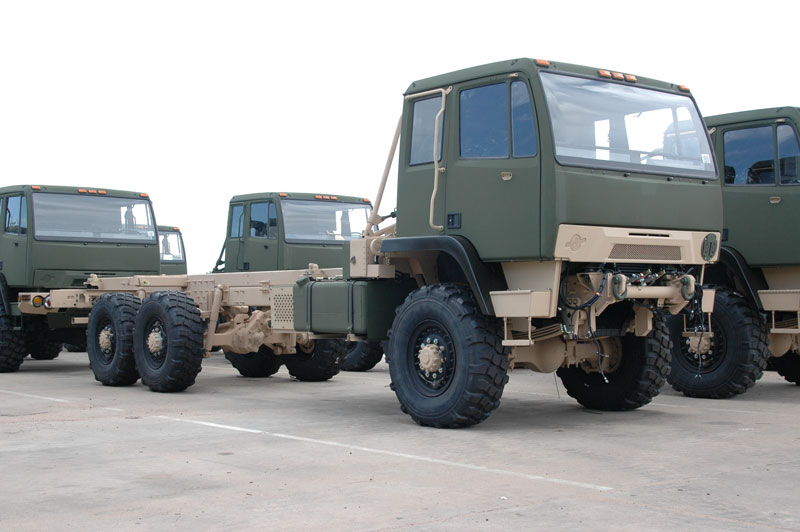
S&S M1096 з довгою базою
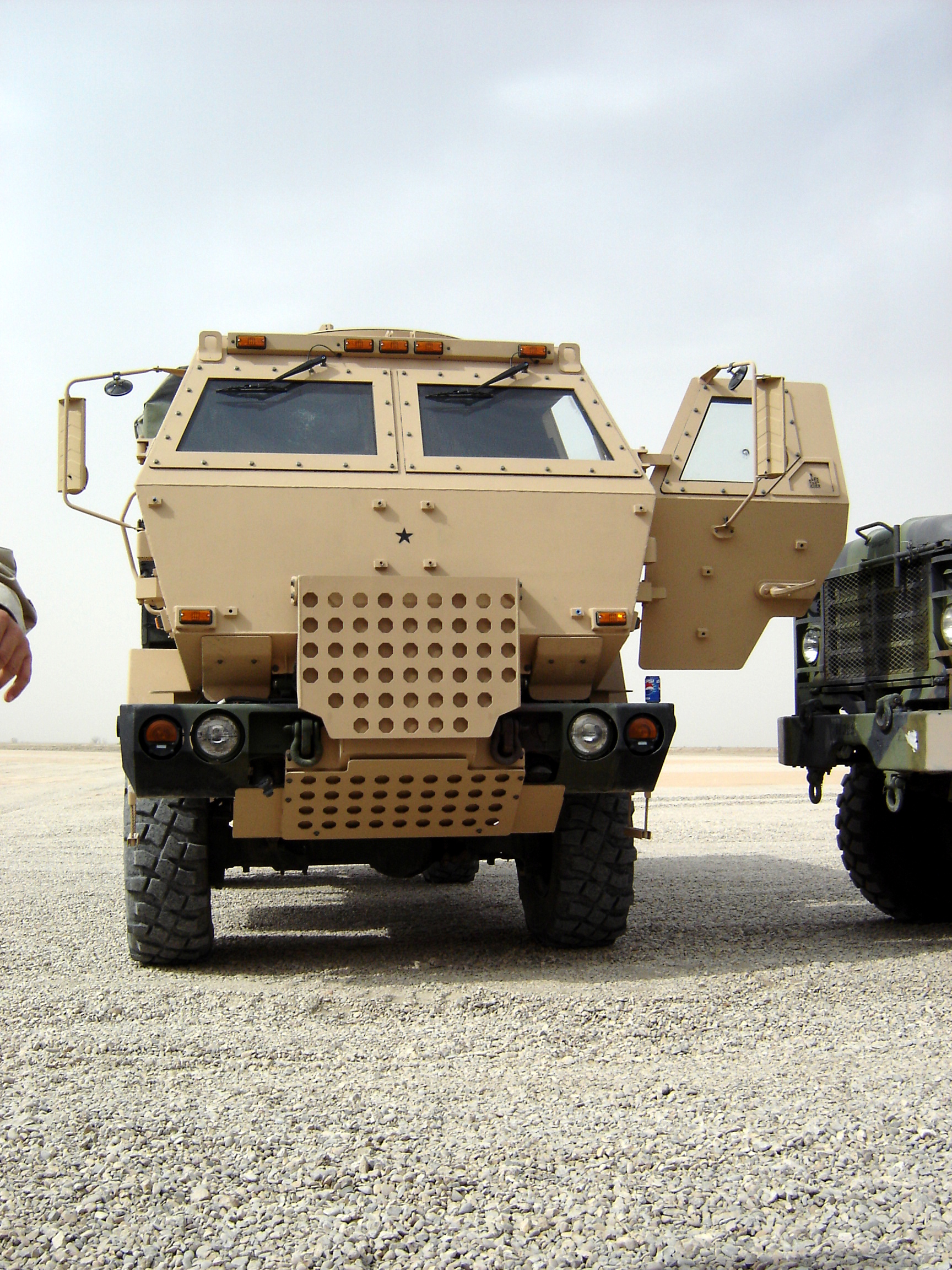
FMTV з кабіною LSAC
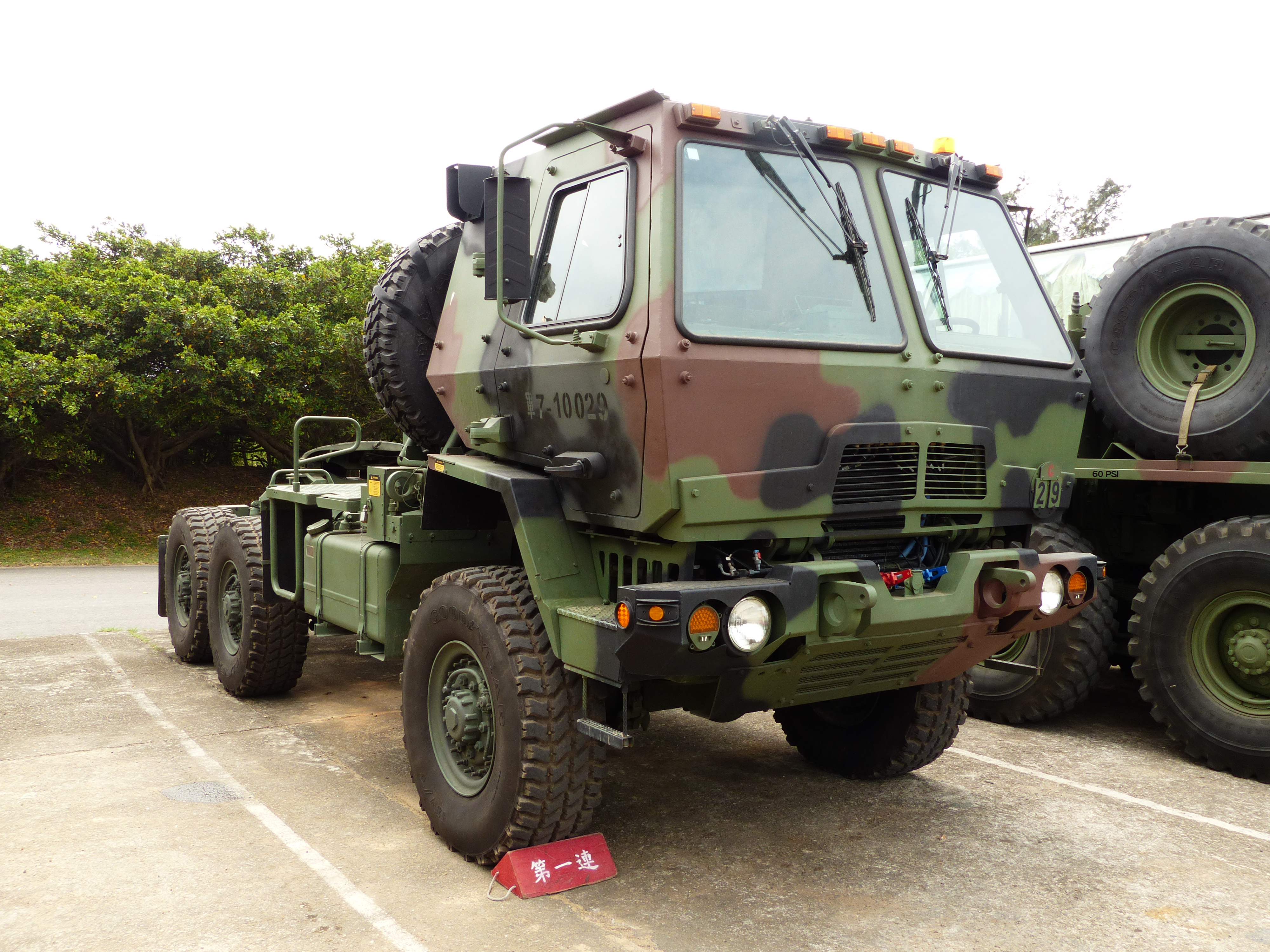
Тайванський тягач BAE Systems M1088
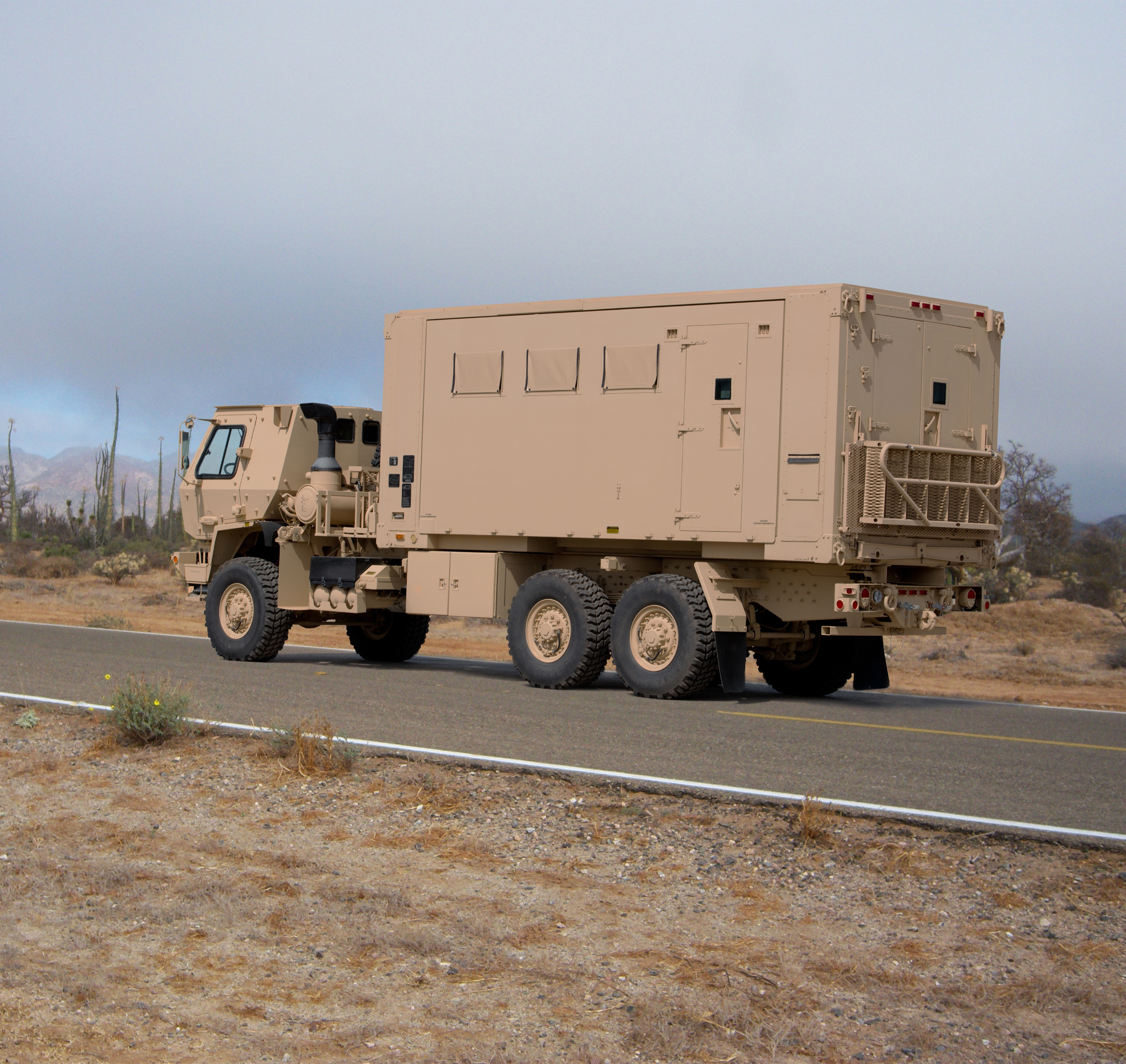
Oshkosh M1087 MTV Expansible Van
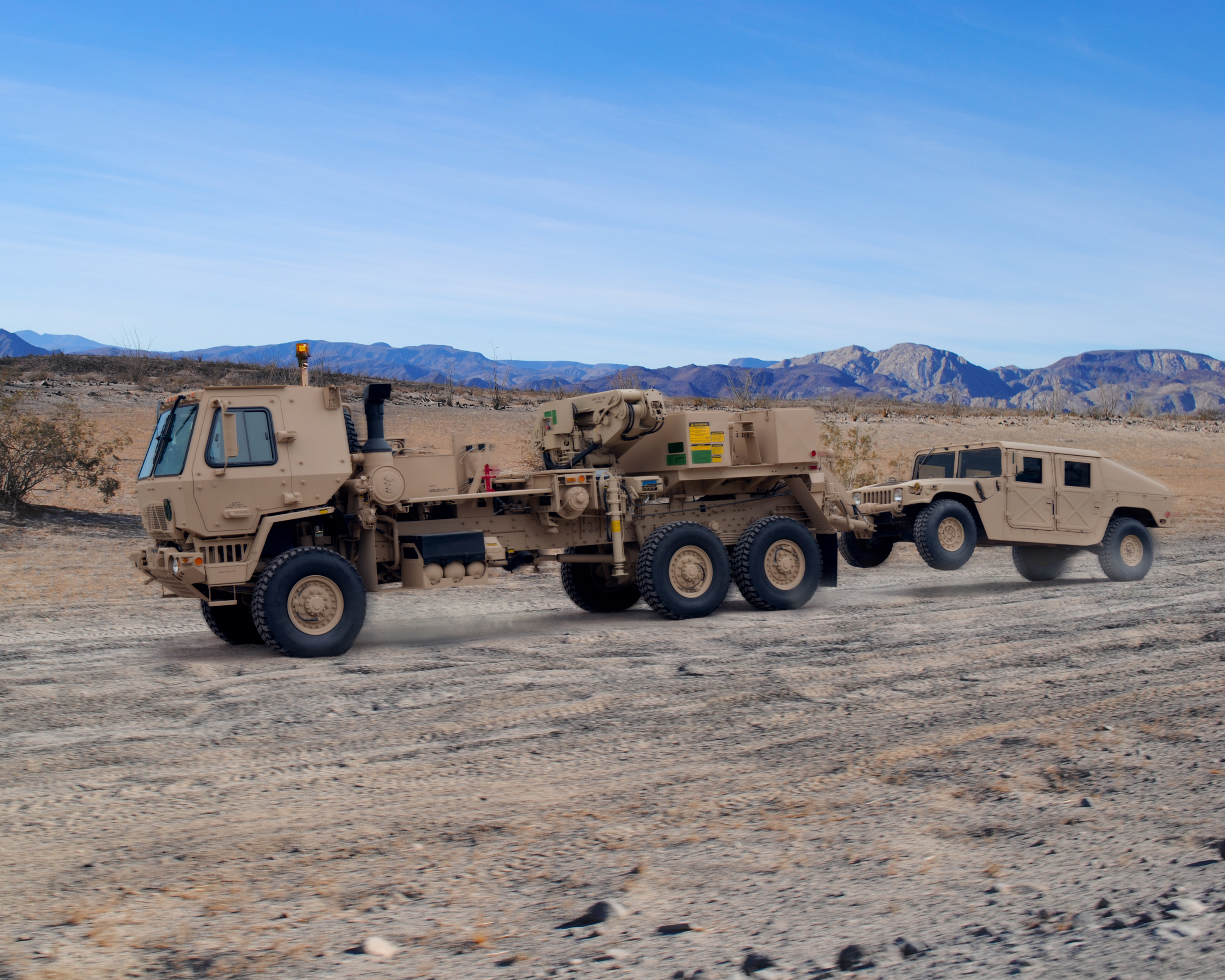
Oshkosh M1089 евакуатор
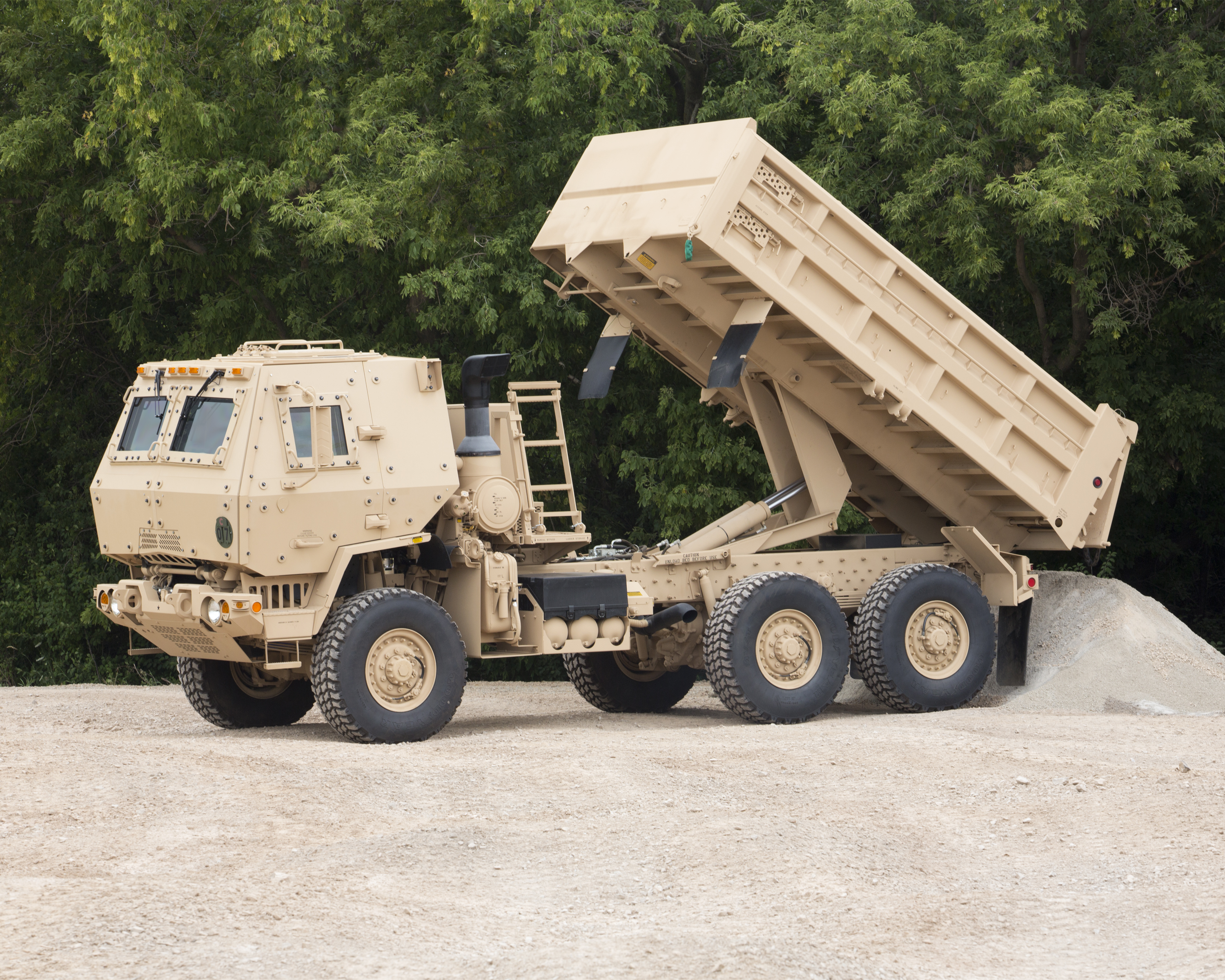
Oshkosh M1157 самоскид з комплектом "B"
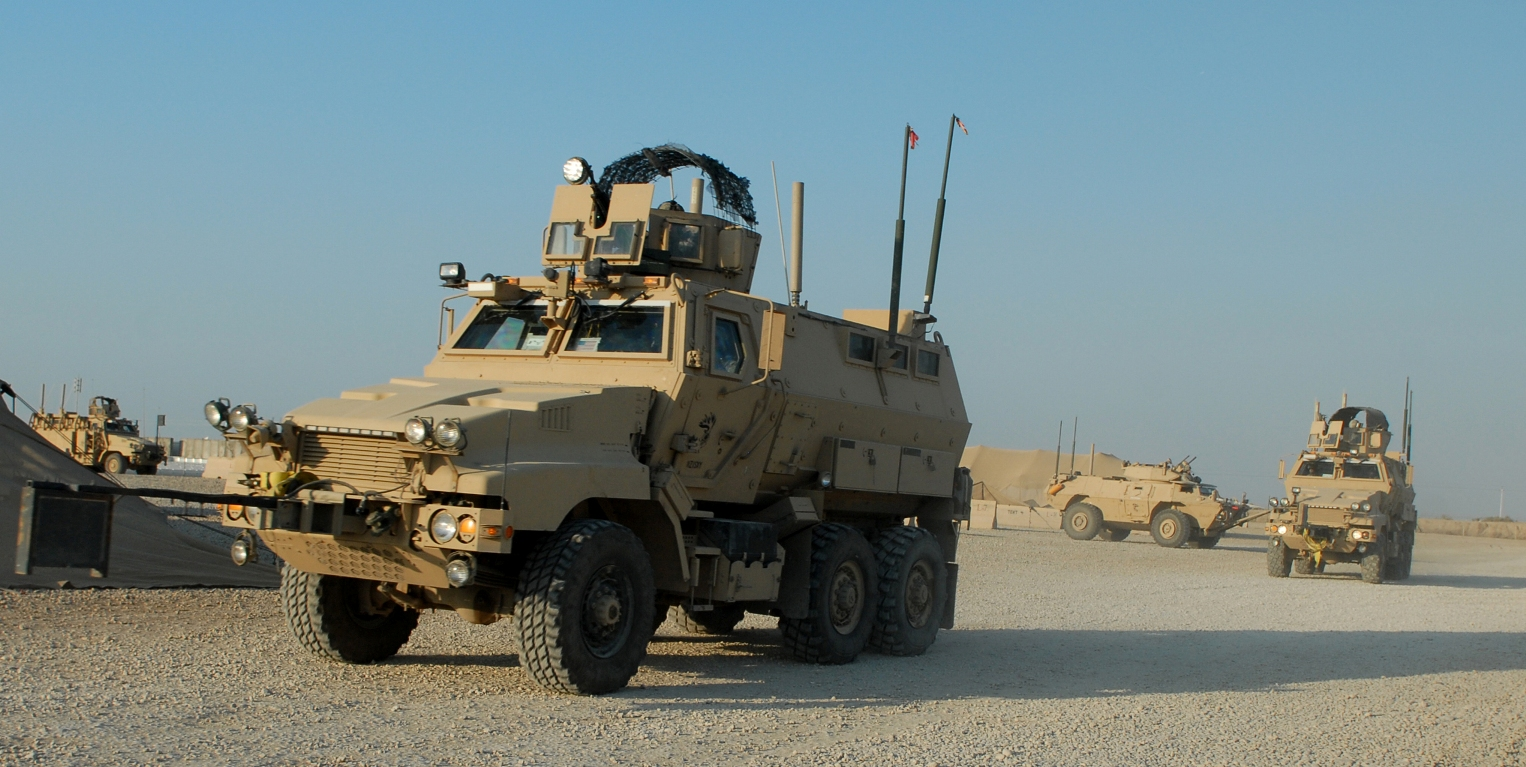
Caiman MRAP в Іраку
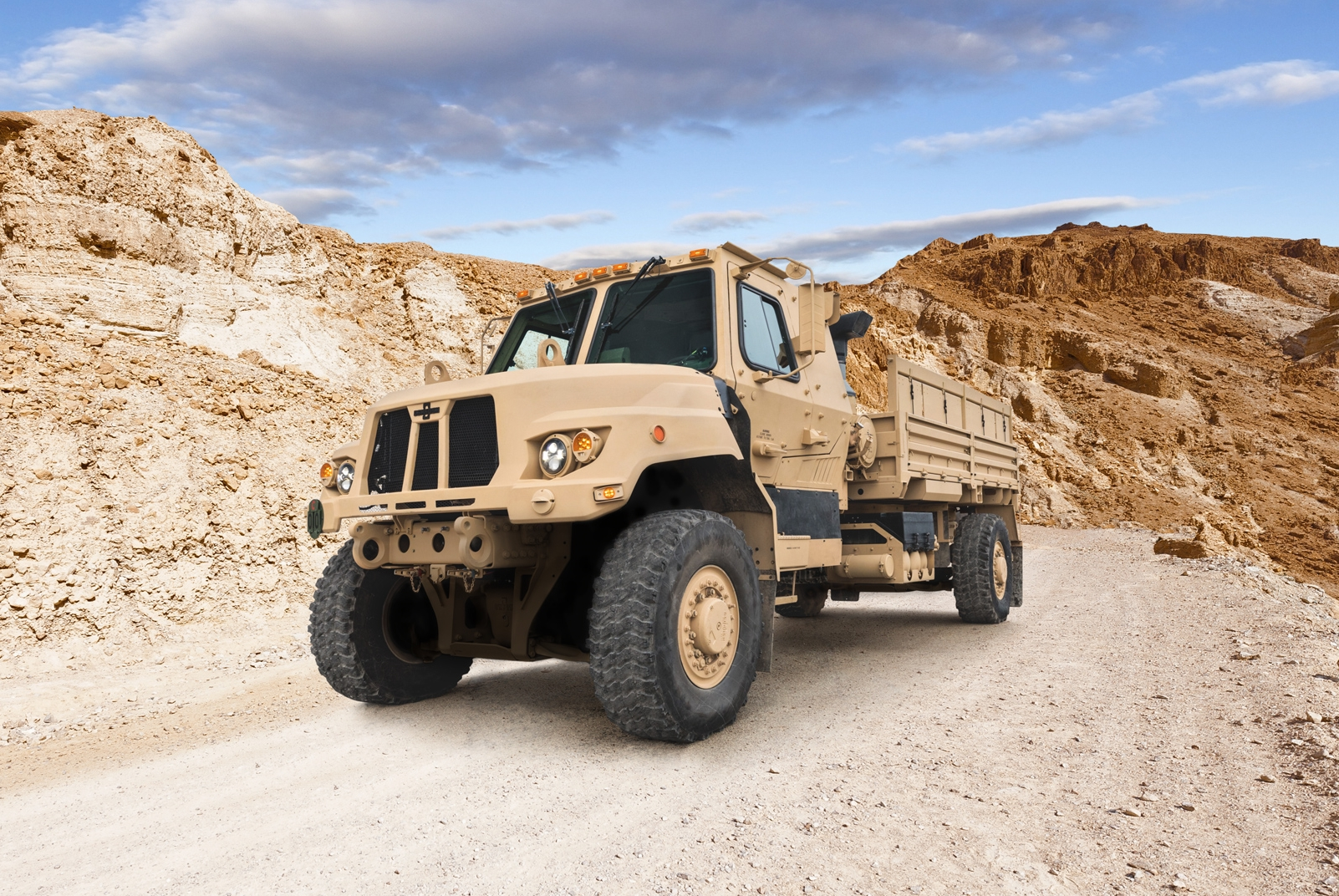
Oshkosh FMTV M1078 A2
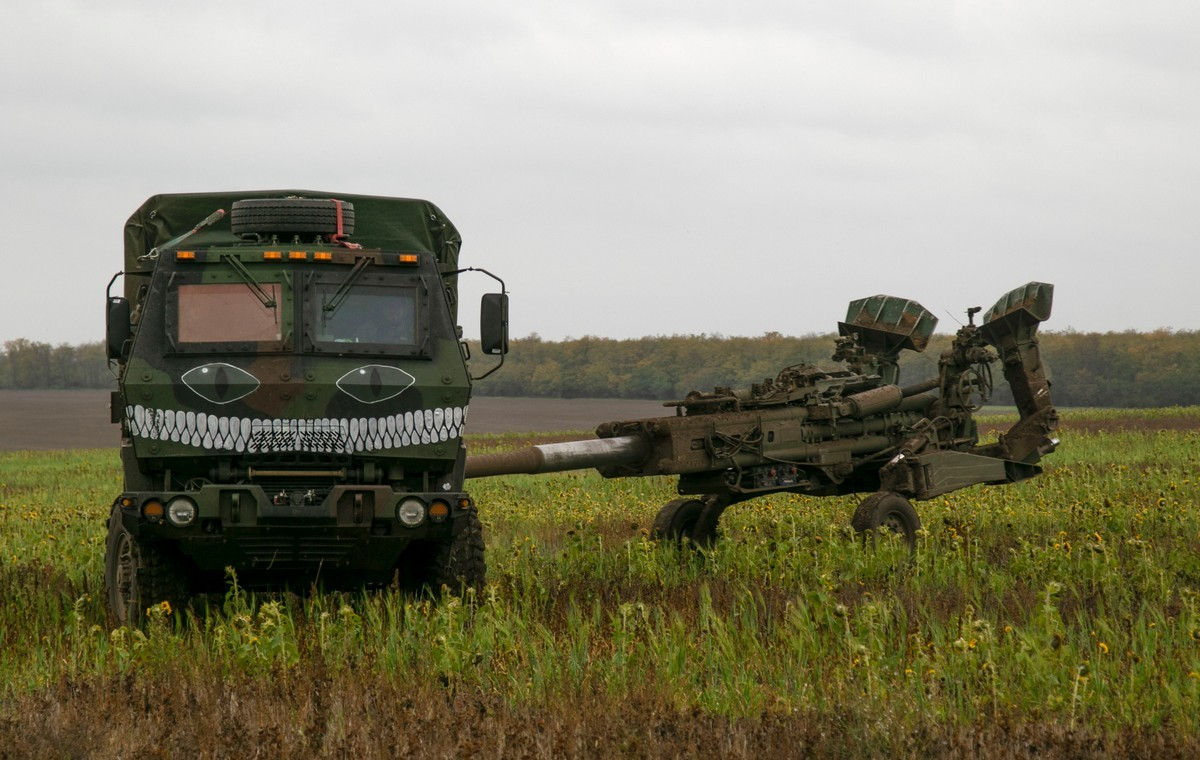
M1083 «Чеширський кіт» 406 ОАБр разом із гаубицею M777

## Оператори
- Афганістан
- Аргентина — близько 36 M1083 A1P2 + 7 M1148[19]
- Канада — M1148 + LSAC in 2006[20]
- Камерун
- Греція — близько 300 до 2003 року[20]
- Джибуті
- Ірак[20]
- Ізраїль — замовлено 200 у 2017
- Йорданія — понад 100 з 2006, вкл. HIMARS[20]
- Кенія
- Кувейт
- Ліван — 100 будуть доставлені, 2021[21]
- Нова Зеландія[20]
- Польща
- Румунія — HIMARS
- Саудівська Аравія[20]
- Сінгапур — HIMARS[22]
- Сомалі[20]
- Республіка Корея
- Республіка Китай — постачання в 1996 та 2011[20]
- Таїланд — постачання в 1996[20]
- Туніс
- ОАЕ — більше 20 HIMARS[23]
- Уганда
- США — більше 110000 машин на 2021 рік
- Україна — поставляються в рамках військової допомоги під час Російського вторгнення в 2022

### Ірак, Камерун, Сомалі
1543 машини поставлено в рамках контракту на 378 млн доларів в 2016. Контракт не розкриває, скільки машин отримала кожна країна окремо.

### Україна
276 вантажівок M1083 поставлено в рамках військової допомоги під час Російського вторгнення в 2022 разом із гаубицями M777. Помічені машини мають B-kit — навісний броньовий захист. Також ЗСУ отримують РСЗВ HIMARS на базі FMTV.
На початку грудня було помічено БРЕМ M1089 B-kit.  